# Sant Pere de Savella
Sant Pere de Savella és una església romànica de Conesa (Conca de Barberà) declarada bé cultural d'interès nacional.

## Descripció
L'església de Sant Pere de Savella s'alça a redós del petit nucli, ara deshabitat, de Savella, situat a la part occidental del municipi de Conesa. Es tracta d'un edifici romànic, la construcció del qual pot situar-se vers la fi del segle xii o l'inici del xiii. Posteriorment, va experimentar diverses modificacions centrades d'una manera aproximada al llarg dels segles XV i XVII.
L'església té una sola nau, coberta per volta de canó seguit lleugerament apuntat, que acaba en un absis semicircular cobert amb volta semiesfèrica. Al mur nord s'hi afegí, al segle xiv, una petita capella de planta rectangular que s'obre a la nau per un arc apuntat. Tot l'interior de l'edifici és enguixat i pintat. El presbiteri, elevat amb relació al sòl de la nau, conté un retaule del segle XVII-XVIII, on es va col·locar una imatge de Sant Pere. L'exterior de l'edifici, fet amb carreus força regulars, és llis, amb l'única excepció de la porta d'accés, oberta al mur sud. L'aspecte actual d'aquesta portada no respon a un període únic de construcció.
Del primer moment conserva la porta d'arc de mig punt lleugerament capalçat, formada per l'arquivolta i l'arc exterior, que recolzen sobre impostes. En època posterior s'obrí una altra porta adovellada dintre de la primitiva, i es va omplir amb carreus l'espai que quedava entre la nova porta i l'arquivolta romànica.
La teulada de la nau és a dues vessants. Damunt del carener hi ha un campanar barroc d'espadanya, coronat amb esteles funeràries provinents del cementiri.
El portal d'accés a l'església, obert al mur sud, és de mig punt i lleugerament capalçat. L'exterior de l'arc és adovellat i a l'interior el seu perímetre és recorregut per una arquivolta de secció quasi circular. La seva base, a banda i banda, la constitueixen dos capitells que reposen sobre dues columnes, respectivament. A la part inferior d'aquestes, dos carreus de pedra, matusserament tallats, fan funcions de podi. Els capitells mostren una ornamentació molt poc hàbil. Hi veiem a cada un d'ells una au amb ales esteses, situada a l'angle exacte del capitell de manera que cada ala ocupa part de les dues cares visibles de la peça. La decoració es completa amb unes figures humanes molt esquematitzades.
La imatge de sant Pere es va col·locar al retaule del segle XVII-XVIII, contingut en el presbiteri, el qual es troba elevat amb relació al sòl de la nau. El Sant és de dimensions naturals (1,75 m), i fou molt venerat pels fidels dels pobles veïns. És una escultura gòtica, tallada en pedra, que cal situar vers la fi del segle xiv o començaments del XV. A la mà dreta porta com a atribut les claus, i en l'esquerra el llibre. L'escultura, tot i estar afectada de certs convencionalismes (és mot peculiar el mode de l'artista de fer els cabells i les barbes), té una innegable qualitat. El plegat del vestit és delicat i l'acabat final fa pensar en un escultor que, tot i no ser excepcional, tenia un bon ofici. La policromia que conserva la imatge no sembla originària, potser va ser repintada tardanament que es va instal·lar el retaule en el qual està col·locada.
La pica beneitera està tallada en pedra, de forma troncocònica i rebuidada en el seu interior. Les mides no poden ser detallades donat que la peça ha desaparegut i desconeixem on pot guardar-se. A les quatre cares de la pica van ser-hi tallades en relleu figures humanes. El seu estil és idèntic al que apareix en els dos capitells a banda i banda del portal d'accés a l'església. El treball escultòric és molt matusser i palesa poc ofici alhora que una evident manca de recursos.
Mossèn Andreu Balcells va escriure uns Goigs per a Sant Pere de Savella, amb música del mestre Antoni Pérez.

## Història
Savella va colonitzar-se a conseqüència del desmembrament progressiu del primitiu terme assignat al castell de Forès a mitjans del s. XI. Es documenta el castell del lloc ja l'any 1079. L'església romànica es bastiria a darrers del segle xii, malgrat que la primera notícia que podem referir d'ella correspon al 1330.
Aquest any, Sant Pere de Savella va punir-se a la parròquia de Sant Blai del Fonoll. Posteriorment, va construir-se una capella lateral a la nau. A mitjans del segle xiv, pertany a l'arquebisbat de Tarragona.
És evident que la mateixa mà que va esculpir els dos capitells del portal, obrà igualment la pica beneitera que fins fa uns anys va conservar-se a l'interior de l'església.De la imatge de sant Pere no en consten notícies referents a la seva comanda. Així i tot, pel seu estil ha de correspondre a finals del segle xiv.
La pica beneitera és contemporània a la fàbrica de l'edifici, atesa a la proximitat estilística assenyalada amb relació als capitells del portal.